# Palau Reial de Dresden
El Palau Reial de Dresden, o Castell de Dresden (Alemany: Dresdner Residenzschloss o Dresdner Schloss), és un dels edificis més antics de Dresden, Alemanya. Durant gairebé 400 anys, va ser la residència dels electors (1547–1806) i dels reis (1806–1918) de Saxònia de la Casa Albertina de Wettin, així com dels reis de Polònia (1697–1763). És conegut pels diferents estils arquitectònics emprats, des del barroc fins al neorenaixement.
El castell, que ha estat en reconstrucció des dels anys 1980, acull cinc museus: els Grünes Gewölbe (l'històric i el nou), el Münzkabinett (gabinet de monedes), el Kupferstich-Kabinett (gabinet de gravat en coure) i l'Armeria amb la Cambra Turca i l'Ala Renaixentista. La biblioteca d'art i la direcció general de les col·leccions d'art estatals de Dresden també es troben aquí.

## Història
Al voltant de 1220/30, el Burgrave de Dohna va construir un castell al lloc del gran pati del castell actual. A la zona de Schloßstrasse hi havia cases senzilles construïdes al segle XII que van ser destruïdes en un gran incendi el 1220. El conjunt del castell fou esmentat per primera vegada en un document com a castrum l'any 1289; El pati interior del castell en aquella època mesurava 38 per 36 metres.
Al voltant de l'any 1400, el castell va ser ampliat com a residència del príncep sota el comandament del marcgravi Guillem I. En aquella època, les parts baixes de la Hausmannsturm i el palau de dos pisos connectat a l'est es van construir des de la base. La planta baixa del palau estava probablement ocupada per una sala del pati i la planta superior per un apartament senyorial.

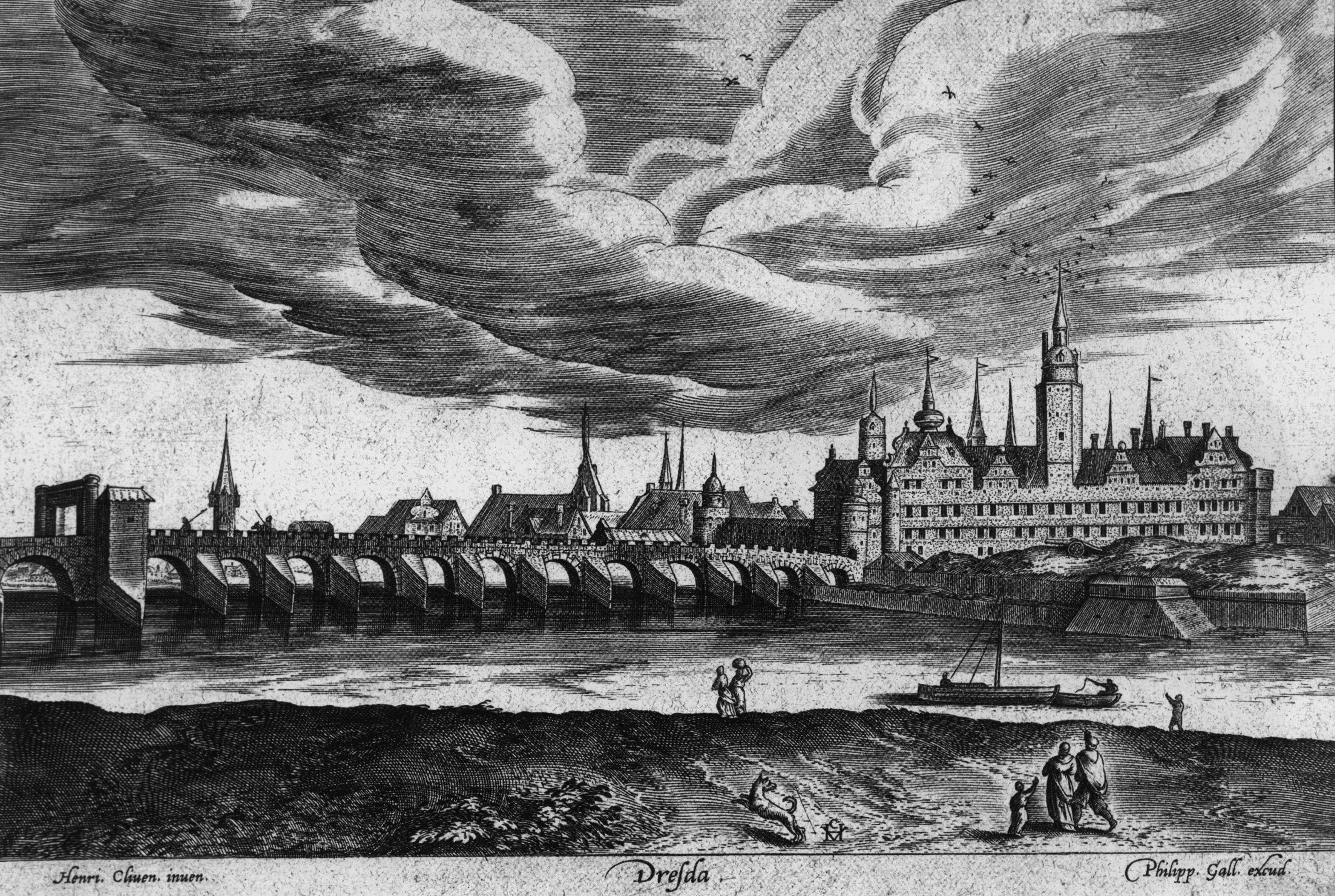
El castell el 1550

A mitjans del segle XVI es va fer un afegit a l'estil renaixentista saxó. Després d'un gran incendi el 1701, August II el Fort va reconstruir gran part del castell a l'estil barroc. Les sales de col·leccions es van crear en aquesta època a l'ala oest. La Sala Platejada, la Sala Heràldica i el Pretiosensaal es van construir entre 1723 i 1726 i la Kaminzimmer, Juwelenzimmer (Sala de les Joies), la Sala d'Ivori i la Sala de Bronze es van construir entre 1727 i 1729.

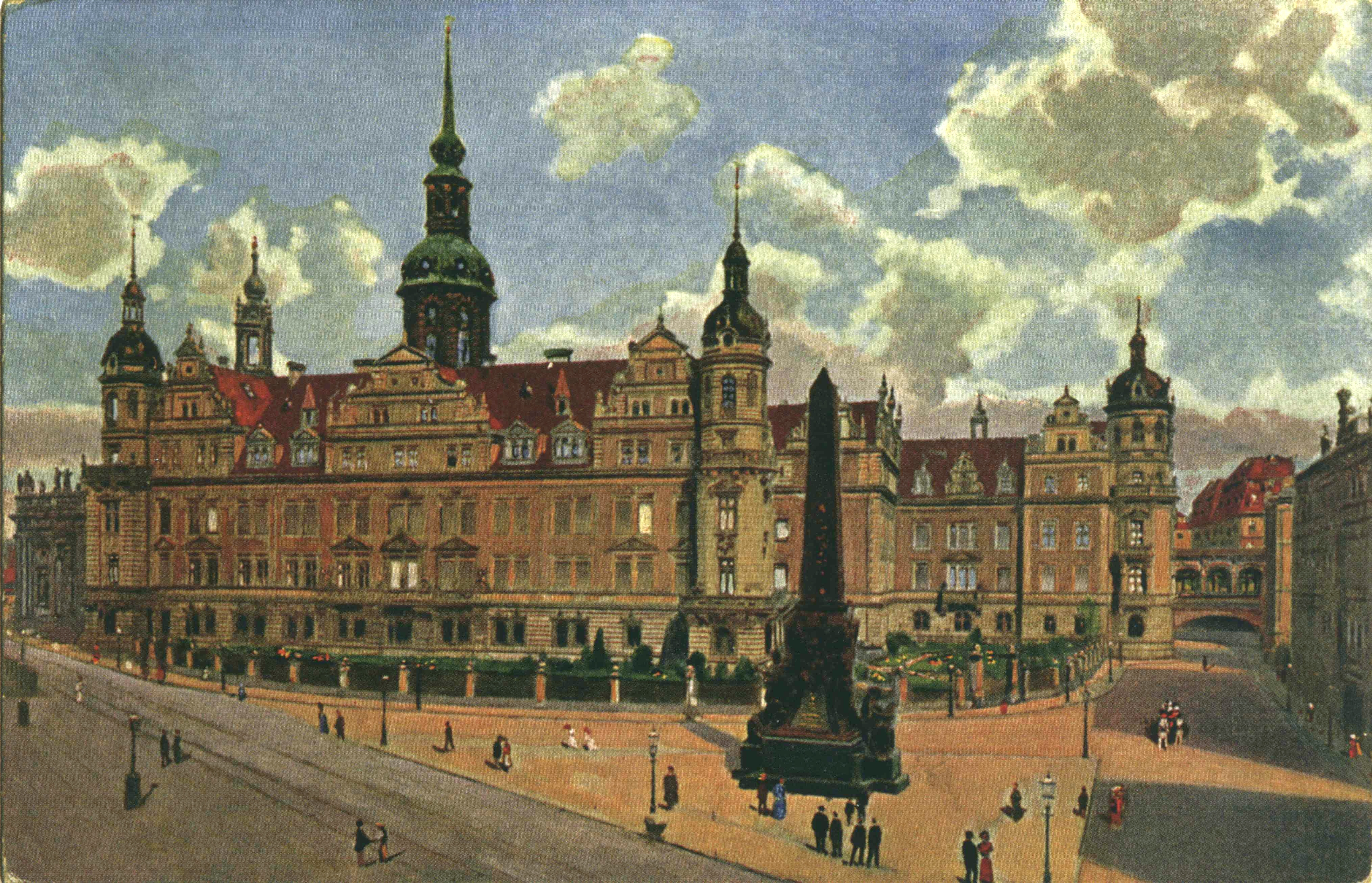
El castell el 1896

El 800è aniversari de la casa de Wettin, la família governant de Saxònia, va donar lloc a més reconstruccions entre 1889 i 1901. Es va dur a terme una renovació neorenaixentista, seguida de diverses modernitzacions, com ara calefacció per terra radiant i llums elèctriques el 1914. A l'exterior del Stallhof (pati estable), que uneix el complex del castell amb el Johanneum adjacent, la 'Processó dels Prínceps' va ser pintada per l'artista Wilhelm Walther. El mural de 102 metres de llarg representa la història dels Wettin. Com que es va esvair ràpidament, es va transferir a un mural de 23.000 rajoles de porcellana de Meissen entre 1904 i 1907.

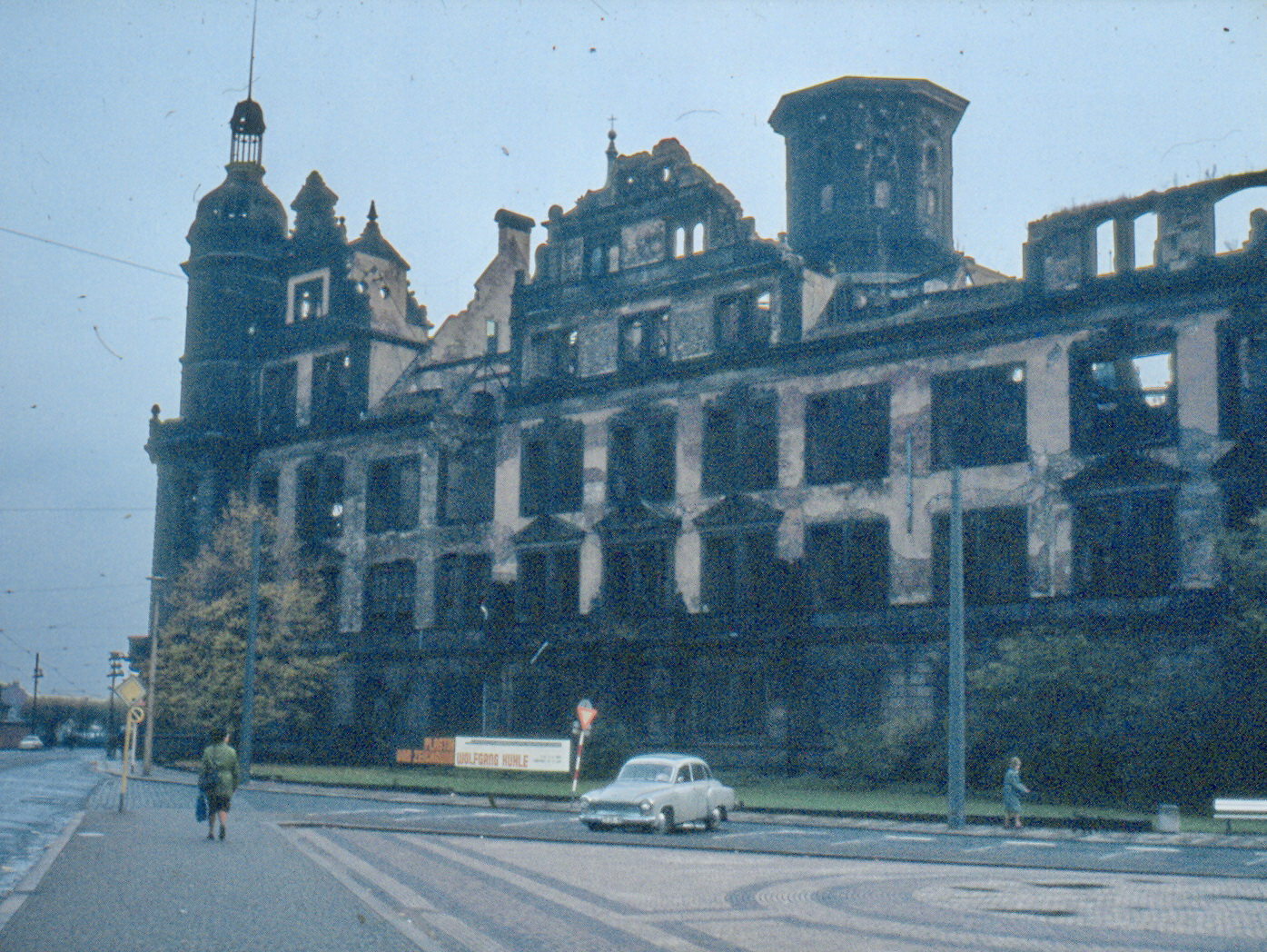
Ruïnes del castell el 1980

La major part del castell va quedar reduïda a una closca sense sostre durant el bombardeig de Dresden el 13 de febrer de 1945 a la Segona Guerra Mundial. Tres habitacions de la Grünes Gewölbe van ser destruïdes. Tanmateix, les col·leccions van sobreviure, després d'haver estat traslladades a un lloc segur a la fortalesa de Königstein durant els primers anys de la guerra.

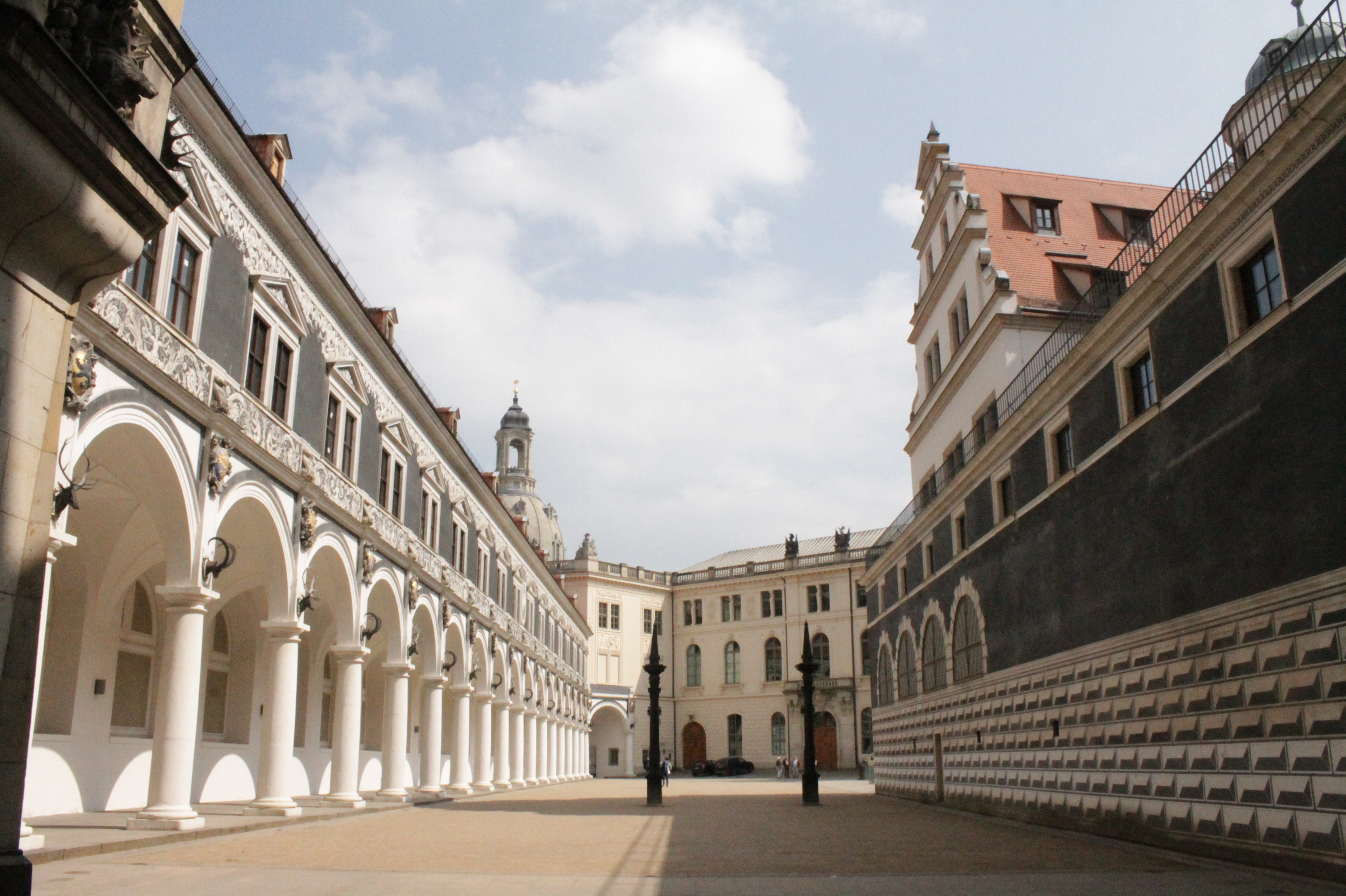
Pati de l'est reconstruït al segle XXI

Durant els primers 15 anys posteriors a la finalització de la Segona Guerra Mundial, no es va intentar reconstruir el castell, llevat d'instal·lar-hi una coberta provisional l'any 1946. La restauració va començar als anys 60 amb la instal·lació de noves finestres i s'ha produït ràpidament des d'aleshores. La restauració del castell està en curs, amb part dels apartaments estatals que es van reobrir el setembre de 2019.

## Museus

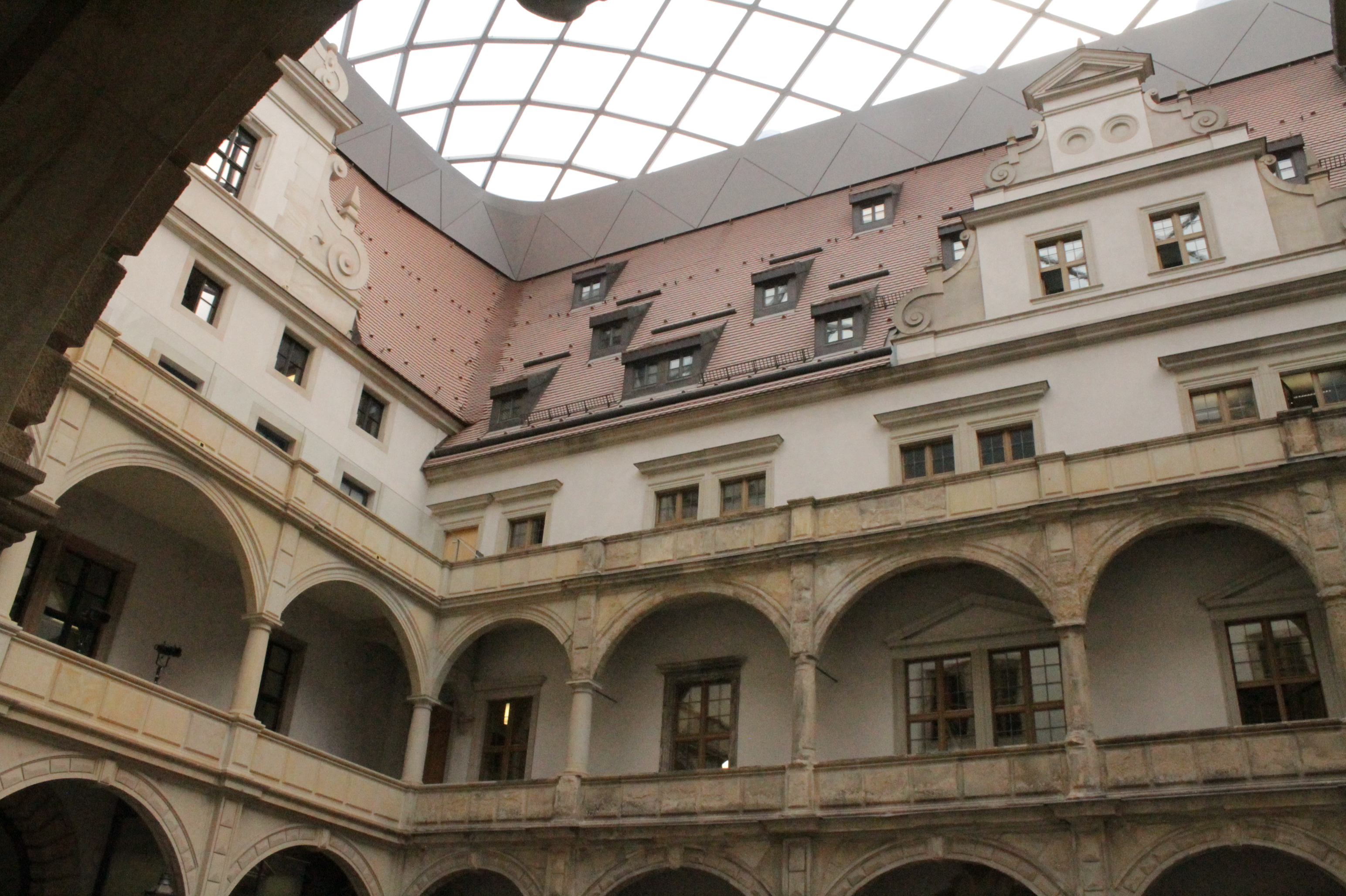
Pati oest cobert

El castell de Dresden acull cinc seccions de museu, la Grünes Gewölbe històrica i la nova Grünes Gewölbe, el gabinet numismàtic, la col·lecció d'estampes, dibuixos i fotografies i l'armeria de Dresden amb la cambra turca i l'ala renaixentista.

### Grünes Gewölbe històrica i la nova
La Grünes Gewölbe (Volta Verda) és un museu que conté la col·lecció de tresors més gran d'Europa. Fundat per August II el Fort el 1723, presenta una varietat única i rica d'exposicions des del període del barroc fins al classicisme. El museu està format per la Volta Verda històrica (Historisches Grünes Gewölbe) i la nova Volta Verda (Neues Grünes Gewölbe). La Grünes Gewölbe històrica és coneguda per les seves cambres del tresor i és una obra d'art barroca. Es troba a la planta baixa del castell de Dresden i les visites requereixen reserva prèvia. La nova Grünes Gewölbe és més moderna, es troba al segon pis i l'accés no està limitat.

### Münzkabinett
El Münzkabinett (gabinet de monedes i medalles) amb les seves gairebé 300.000 peces, és un dels museus més antics de Dresden, que es remunta a principis del segle XVI. Conté una de les col·leccions universals més grans d'Europa. El seu ampli espectre va des de l'antiguitat clàssica fins a les monedes actuals. Unes 30.000 monedes i medalles saxones representen diferents períodes de la història de Saxònia. La col·lecció també inclou comandes i insígnies, bitllets i bons històrics, maquetes, segells, matrius d'encunyació de monedes i medalles, així com màquines i equips d'encunyació.

### Kupferstich-Kabinett
El Kupferstich-Kabinett (col·lecció de Gravats, Dibuixos i Fotografies) mostra el treball d'artistes reconeguts de nombrosos països. Hi ha aproximadament 515.000 objectes de més de 20.000 artistes al llarg de vuit segles. Conté dibuixos i gravats de mestres antics com Albrecht Dürer, Rembrandt, Miquel Àngel i Caspar David Friedrich, així com d'artistes posteriors, com Henri de Toulouse-Lautrec i Pablo Picasso. Es mostren gravats de Martin Schongauer i xilografies de Lucas Cranach el Vell juntament amb obres fotogràfiques. També hi ha una col·lecció de dibuixos i art gràfic de Käthe Kollwitz.

### Armeria de Dresden amb la Cambra Turca i l'Ala Renaixentista
Procedent d'armes propietat de ducs i electors saxons, l'Armeria de Dresden (Rüstkammer) posseeix una de les col·leccions d'armes i armeries més valuoses del món. L'exposició inclou uns 10.000 objectes, entre cascs, escuts, espases, estoques, punyals, sabres i maces, pistoles i rifles, equipament d'equitació i roba cerimonial.
La cambra turca (Türckische Cammer) és una col·lecció separada de l'Armeria de Dresden que se centra en l'art de l'Imperi Otomà. Mostra més de 600 objectes d'art de l'Imperi Otomà, cosa que la converteix en una de les col·leccions més antigues i significatives fora de Turquia. Entre els segles XVI i XIX, els electors de Saxònia, motivats per la seva passió pel col·leccionisme i el seu desig de prestigi principesc, van acumular una gran quantitat de 'turquerie'.
L'ala del Renaixement (Renaissanceflügel) presenta una multitud d'objectes ornamentats, vestits i armes, oferint una visió única del món dels electors de Saxònia durant el Renaixement.

### Sales estatals
Una suite de quatre sales totalment restaurades es va reobrir el setembre de 2019, marcant el 300è aniversari de les que van ser construïdes per primera vegada per Augustus el Fort. A més, s'ha reobert la sala de ball petita del Georgenbau, mostrant una de les addicions del segle XIX al palau.

### Robatori
El 25 de novembre de 2019, lladres emmascarats van robar joies reials poloneses-saxones i objectes inestimables del museu. Van desactivar una caixa de connexió i van poder entrar al local mitjançant un desviament. El cotxe de fugida es va trobar més tard en un aparcament subterrani. La premsa va qualificar el robatori com un dels més grans i significatius des de la Segona Guerra Mundial, amb un valor estimat de prop de 130 milions de dòlars.